# 熱帶夢角鮟鱇
熱帶夢角鮟鱇，為輻鰭魚綱鮟鱇目棘茄魚亞目夢角鮟鱇科的其中一種。分布於中太平洋東部海域，屬深海魚類，棲息深度約0至840公尺，體長可達3.5公分。

## 扩展阅读
維基物種上的相關：熱帶夢角鮟鱇